# Nina G. Vaca
Nina Vaca es una empresaria estadounidense nacida en Ecuador. Es presidenta y directora ejecutiva de Pinnacle Group, que fue nombrada la empresa propiedad de mujeres de más rápido crecimiento en los Estados Unidos por la Organización de Mujeres Presidentas en 2015 y 2018. Se desempeñó como Embajadora Presidencial para el Emprendimiento Global (PAGE) a través del Departamento de Comercio de los Estados Unidos. Vaca es parte de la Clase 2016 de Henry Crown Fellows. La historia de Nina Vaca y Pinnacle Group abre el capítulo Emprendedor del libro de texto de McGraw-Hill, "Understanding Business". Vaca fue nombrada una de las 100 mejores CEO en la publicación STEM por STEMconnector.
En 2017, Vaca fue nombrada Mujer Distinguida por el Consejo Nacional de Empresas Comerciales de Mujeres y honrada como "Mujer pionera en el trabajo y los negocios" por el Proyecto Nacional de Historia de la Mujer.

## Primeros años y educación
Vaca nació en Quito, Ecuador y es el tercer hijo de los cinco hijos de los padres Amanda y Hernán Vaca. La familia pasó la mayor parte de la infancia de Vaca viviendo en Los Ángeles, California, donde sus padres eran dueños de varias pequeñas empresas. La familia se mudó a Texas en 1994 tras la muerte de Hernán Vaca. Vaca reconoce que el ejemplo de su madre fue una gran influencia para ella.
Vaca comenzó la universidad en la Universidad Estatal de Texas poco después de mudarse a Texas y se graduó en 1994 con una licenciatura en comunicación oral y una especialización en administración de empresas. Más tarde completó programas de educación ejecutiva en Escuela de negocios Harvard: programa ejecutivo de gobierno corporativo, Escuela de negocios Tuck y Kellogg School of Management en Northwestern. Vaca fue nombrada Alumna Distinguida de la Universidad Estatal de Texas en 2012 y fue la alumna más joven en la historia de la universidad en recibir este premio. Vaca también tiene doctorados honorarios de la Universidad de Northwood, la Universidad de Mount Mary, y Universidad de Berkeley.

## Carrera

### Primeros trabajos
Vaca comenzó a trabajar desde muy joven en los negocios de su familia. Después de la muerte de su padre, ella y su hermana, Jessica, dirigieron su agencia de viajes. Después de graduarse de la universidad, Vaca se mudó a la ciudad de Nueva York para comenzar a trabajar en la industria de TI y luego se mudó a Dallas, Texas, para trabajar en Computer Development Services, Inc.

### Pinnacle Group
En 1996, Vaca fundó Pinnacle Group. El negocio de personal se convirtió en uno de los negocios de más rápido crecimiento propiedad de una mujer con un ingreso bruto de alrededor de $ 1 mil millones en la década de 2010.

### Juntas corporativas
Vaca es directora de Comerica Inc. (2008-presente), Kohl's Corporation (2010-presente), y Cinemark Holdings (2014-presente).

## Liderazgo cívico y filantropía
Barack Obama nombró a Vaca Embajador Presidencial para el Emprendimiento Global (PAGE) en 2014, un grupo asesor encargado del crecimiento del espíritu empresarial estadounidense. En este cargo, Vaca viajó con la secretaria de Estado Penny Pritzker a Ghana en mayo de 2014 para promover el espíritu empresarial a nivel mundial. Vaca se desempeñó como presidente de la Cámara de Comercio Hispana de los Estados Unidos de 2010 a 2012.

## Vida personal
En julio de 2018, Vaca fue demandada en una demanda presentada por Javier Palomarez, expresidente de la Cámara de Comercio Hispana de Estados Unidos. Palomarez afirma que Vaca orquestó una campaña para destruir su reputación porque terminó una supuesta aventura entre los dos. Vaca ha negado los cargos y presentó una moción para que se desestime el caso.

## Apariciones
Como Embajador de PAGE, Vaca habló en la Cumbre Global de Emprendimiento 2016. También participó como panelista en la Conferencia y Feria Comercial del Consejo Nacional de Empresas Comerciales de Mujeres, que Pinnacle copresidió. Vaca fue invitada a hablar en la Conferencia Global 2016 del Milken Institute y en la Conferencia Inc. Magazine 5000 en 2016, 2017, 2018.